# Victoria Park (Aberdeen)
Pour les articles homonymes, voir Parc Victoria.
 (juin 2019).

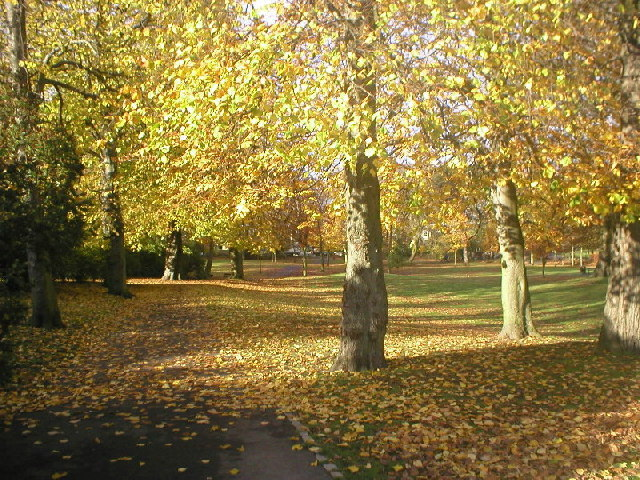
Victoria Park en automne.

Victoria Park est un petit parc situé dans la ville d'Aberdeen, en Écosse.
Le parc a une superficie de cinq hectares et a été ouvert au public en 1871. Il porte le nom de la reine Victoria. Au centre du parc se trouve une fontaine composée de quatorze types différents de granit qui a été présentée aux citoyens de la ville par les polisseurs de granit et les maîtres bâtisseurs d'Aberdeen. Une serre et une véranda étaient situées au sud-est du parc, mais ont été démolies au début de 2014 à la suite de vandalisme répété.